# Síndrome de Gerstmann-Sträussler-Scheinker
La síndrome o malaltia de Gerstmann-Sträussler-Scheinker és un tipus de malaltia causada per prions, concretament una encefalopatia espongiforme transmissible. és una malaltia neurodegenerativa extremadament rara, generalment familiar, que afecta pacients de 20 a 60 anys. És heretable amb herència autosòmica dominant. Només es troba en poques famílies d'arreu del món (segons NINDS)
Va ser descrita per primer cop pels metges austríacs Josef Gerstmann, Ernst Sträussler i Ilya Scheinker el 1936.
Alguns símptomes i signes comuns a la GSS, com ara atàxia, signes piramidals, i fins i tot demència, d'aparició en l'edat adulta (35 i 50 anys); progressen més a mesura que avança la malaltia.

## Clínica
Els símptomes comencen amb un desenvolupament lent de la disàrtria (dificultat per parlar) i atàxia del tronc (inestabilitat) i després la demència progressiva es fa més evident. La pèrdua de memòria pot ser el primer símptoma.

## Pronòstic
La durada de la malaltia pot anar de 3 mesos a 13 anys amb una durada mitjana de 5 o 6 anys.